# Neonicholsonia watsonii
Neonicholsonia watsonii là loài thực vật có hoa thuộc họ Arecaceae. Loài này được Dammer mô tả khoa học đầu tiên năm 1901.